# USA:s damlandslag i handboll
USA:s damlandslag i handboll (engelska: United States women's national handball team) representerar USA i handboll på damsidan. De var direktkvalificerade till OS på hemmaplan 1984 och 1996. I OS 1984 slutade de på en delad fjärdeplats.  I OS 1996 slutade de på åttonde plats  Claes Hellgren var lagets tränare under OS 1996.
Vid världsmästerskapet 1982 i Ungern slutade laget på elfte plats.